# L'Enlèvement des Sabines (Cortone)
Pour les articles homonymes, voir Enlèvement des Sabines (homonymie).
L’Enlèvement des Sabines (1627-1628) est un tableau de Pierre de Cortone représentant l’épisode mythique du même nom. Il mesure 275 × 423 cm et est conservé à la Pinacothèque capitoline des musées du Capitole, à Rome.
À l’origine cette toile est destinée à la famille de ses premiers mécènes, les riches banquiers florentins Sacchetti. Le cardinal Sachetti avait commandé cette œuvre car il désirait mettre en avant l’ancienneté de sa famille, installée depuis peu à Rome.
Ce tableau est considéré comme le premier « manifeste » de la peinture baroque.

## Histoire
Le récit de cet épisode est rapporté par Plutarque et Tite-Live et se rapporte aux origines mythiques de Rome.

## Description
Cortone place la scène devant une architecture antique : avec l’obélisque et un temple (que l’on reconnait au fronton triangulaire) à droite qui est celui de Neptune. Neptune est dans la mythologie romaine le dieu des mers, des océans, des sources, et des fleuves ainsi que du règne aquatique. Il est l’équivalent de Poséidon chez les Grecs. C’est également le dieu protecteur des chevaux et des champs de course. Cortone le représente même dans sa composition en haut à gauche reconnaissable à son attribut : le trident. On peut remarquer à ses pieds la présence d’un vase qui pourrait être le symbole de ce qu’il représente (l’eau) puisque la scène ne se déroule pas près d’une mer.
Cortone décide sans doute de représenter cette scène dans ce décor pour faire référence aux « jeux de Neptune » organisé par Romulus pour attirer les Sabins et pouvoir enlever leurs femmes et filles. Néanmoins toute cette architecture antique est brouillée par une masse de végétaux aux mêmes tons de couleurs. Celle-ci laisse entrevoir un ciel très orageux et mouvementé qui reprend la scène qui se déroule aux premiers plans.

### Personnages
Le premier plan est occupé par trois groupes de deux personnes aux postures théâtrales.
Le couple qui se trouve à l’extrême droite du tableau est inspiré d’une sculpture du Bernin, l’Enlèvement de Proserpine par Pluton. Dans la représentation qu'en fait le Bernin, Proserpine se débat tout en ayant des gestes gracieux, essayant de repousser son agresseur de la main gauche. Ce n’est pas le cas dans le tableau de Cortone où Proserpine ne cherche pas à repousser son agresseur mais dont le geste exprime plutôt la peur et l’envie de s’échapper, sans que cela soit possible. C’est un geste de désespoir. La Sabine du couple à l’extrême gauche prend plus un air de fatalité tout en regardant l’enfant à sa droite mais n’a aucun geste de répulsion. La Sabine du milieu n’a non plus aucun geste violent mais essaye tout de même de se défaire de son agresseur avec sa main gauche tout en regardant l’une des siennes.
Pierre de Cortone met en valeur des groupes sur un arrière-plan plus plat ce qui rappelle par sa composition les reliefs du XVIe siècle.

### Composition
Pierre de Cortone joue néanmoins sur le déséquilibre. Toute la composition s'organise selon des lignes diagonales. On trouve un axe diagonal entre les deux femmes des couples de droite qui est amplifié par leurs regards. Pour l’équilibre, d’autres diagonales contraires sont présentes. Une ligne plus serpentine est représentée par le corps de la Sabine du couple de gauche. Des touches de couleurs comme le bleu de la robe de la Sabine, casse le ton uniforme plutôt dorée (la lumière blonde caractéristique de Venise) qui répond au jeu de diagonales des regards.
Les costumes sont inspirés de l’époque avec les armures des soldats et les drapés des femmes où tout est très détaillé, comme sculpté avec les ombres.

## Analyse
Cortone privilégie un récit animé par de nombreux personnages. L’histoire est montrée comme un spectacle qui se déroule dans une nature conçue comme un décor, avec ses architectures et ses feuillages. La composition asymétrique souligne la théâtralité des trois grands groupes sculpturaux du premier plan. On est donc en présence d’une œuvre où le drame est accentué par les expressions, et une mise en scène très théâtrale et très mouvementée.[Interprétation personnelle ?]
Pierre de Cortone atteint ici sa pleine maturité stylistique.